# Berwyn (Nebraska)
Berwyn è un comune degli Stati Uniti d'America, situato nello Stato del Nebraska, nella contea di Custer.